# Gersdorf an der Feistritz
Gersdorf an der Feistritz je obec, která se rozkládá v okresu Weiz, ve spolkové zemi Štýrsko v Rakousku. V lednu 2016 zde žilo 1679 obyvatel.

## Popis
Území obce má rozlohu 30,07 km² a je protáhlé ve směru od severozápadu k jihovýchodu, v délce zhruba 10 km. Rozkládá se v jihovýchodní části okresu, v údolí při pravém břehu řeky Feistritz. Území je mírně kopcovité, zčásti zalesněné, s nadmořskou výškou zhruba od 300 m na jihu až po 450 m na severozápadě. Průměrná nadmořská výška je 333 m.

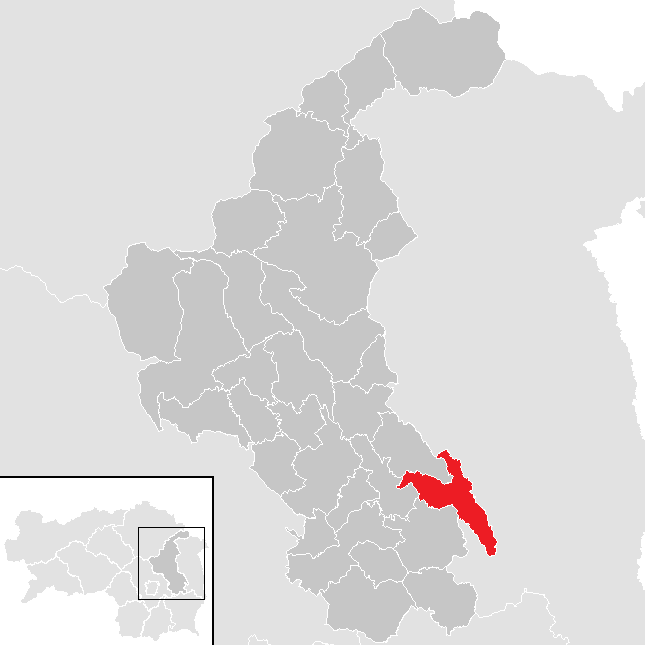
Poloha obce v okrese Weiz

Obec je tvořena pěti místními částmi (osadami), jimiž jsou:
- Gersdorf an der Feistritz (578)
- Gschmaier (455)
- Hartensdorf (179)
- Oberrettenbach (272)
- Rothgmos (201)

V závorkách je počet obyvatel v lednu 2015.

## Sousedé
Sousedními obcemi v okresu jsou: Sinabelkirchen a Ilztal na západě, Pischelsdorf am Kulm na severu. Na východě sousedí s obcemi okresu Hartberg-Fürstenfeld.

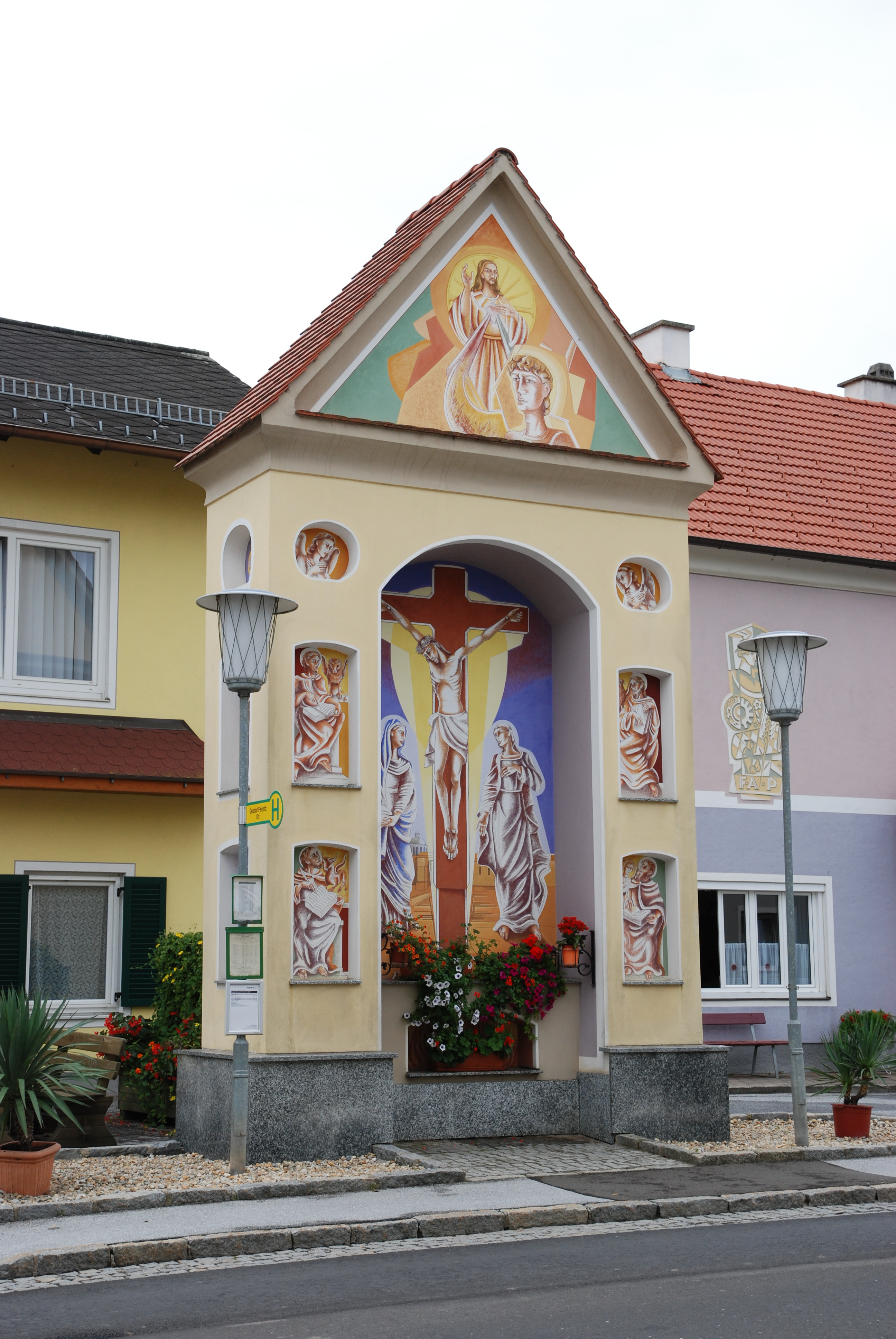
Boží muka

## Doprava
Z osady Gersdorf an der Feistritz je směrem k západu rychlé napojení na Zemskou silnici B54 (Wechsel Straße). Obec je protkána silničkami místního významu, avšak na jihu se lze snadno napojit na Zemskou silnici B65 (Gleisdorfer Straße) a z ní na dálnici A2 (Süd Autobahn).